# 喬治·H·W·布希之死及國葬
2018年11月30日，前美國眾議員、前中央情報總監、第43任美國副總統、第41任美國總統喬治·H·W·布希在其德州休斯敦寓所離世，其妻、前第一夫人芭芭拉·布什則在八個月前的4月17日離世。
老布殊成為美國史上第二長壽的美國總統，逝時為94歲171日，超越在2006年逝世的傑拉爾德·福特。
布殊家族公佈老布殊的死訊後，美國總統特朗普宣布12月5日為全國哀悼日，下令美國及美國屬地下半旗致哀，直至2018年完結。12月5日紐約股市也休市一日以示哀悼
老布殊的官方國葬儀式由美國政府負責。國葬及其他哀悼儀式將會在12月3日至12月6日舉行。

## 事件
美国军事学院，美国空军学院和美国海岸警卫队学院的军校学员，以及美国海军学院军官被通知，以便正式举行他的葬礼。

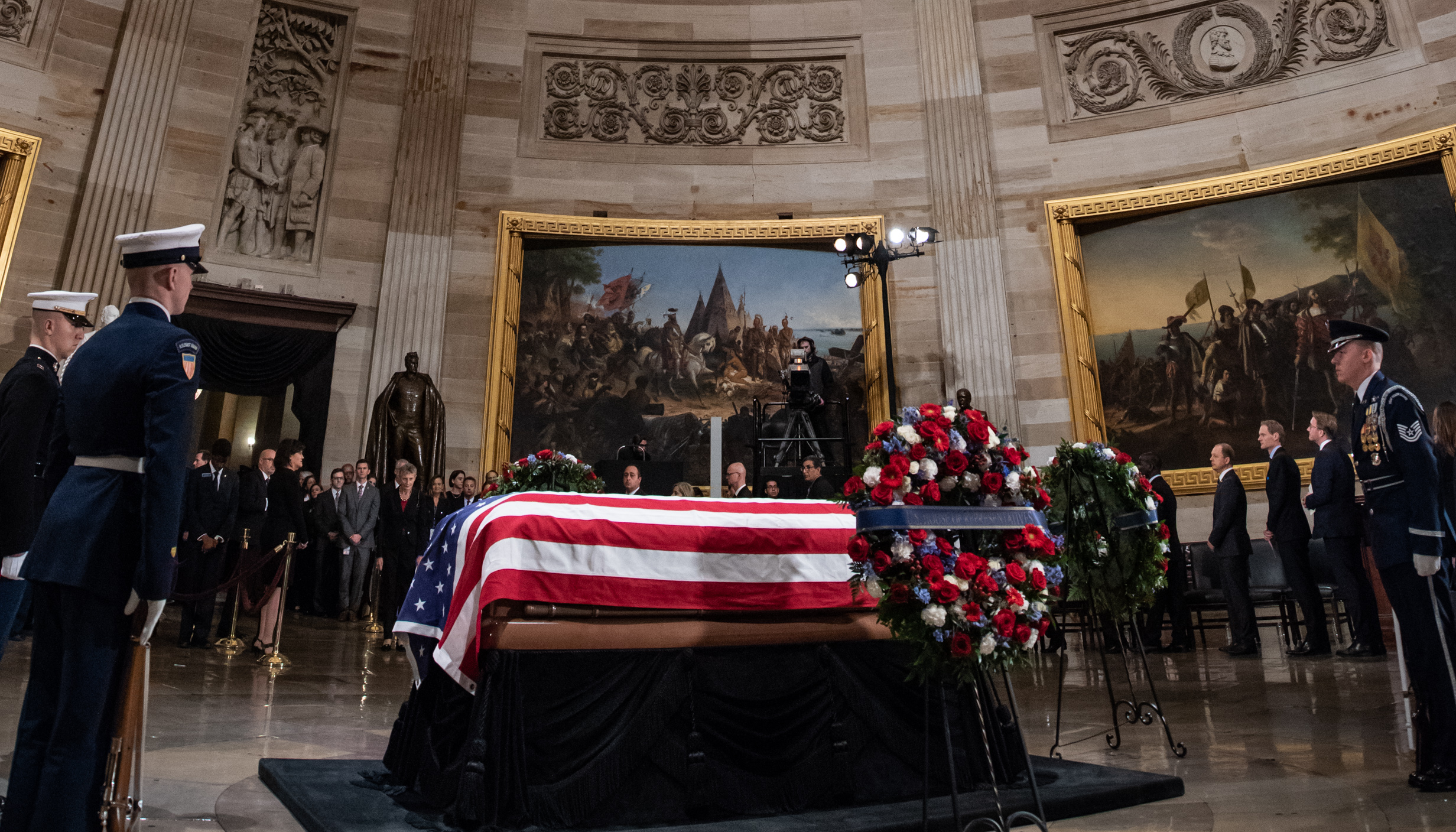
老布殊的靈柩放置於國會山莊

12月1日清晨時分，白宮舉行升旗儀式，其後降半旗。

## 國葬
在他去世前，布殊向华盛顿军区提交了一份长达211页的文件，该文件要求美国空军在国葬以及葬礼期间，美国空军学员组成战斗机编队在空中形成一个天桥。布殊计划在华盛顿特区的国家大教堂举行全国葬礼。
老布殊的靈柩由12月3日黃昏至12月5日早上放置在國會山莊予公眾弔唁。
傳記作家Jon Meacham、前加拿大總理馬田·拜仁·梅隆尼、前美國多數黨黨鞭Alan K. Simpson及前美國總統小布殊在华盛顿国家座堂發表悼念辭，總統特朗普及其妻梅拉尼亞、前總統奧巴馬及其妻米歇爾、前總統克林頓及其妻希拉里、前總統卡特及其妻罗莎琳、前副總統戈爾、前副總統拜登及其妻吉尔均有出席喪禮。
亦有眾多外國元首及官員層級等重要人士出席喪禮，包括英國查理斯王子、前英國首相馬卓安、前加拿大總理梅隆尼、波蘭總統杜达、前波蘭總統華里沙、德國總理默克爾、前墨西哥總統卡洛斯·萨利纳斯、約旦國王阿卜杜拉二世及其妻拉尼婭王后、中華民國立法院院長蘇嘉全等。
華盛頓喪禮過後，老布殊的靈柩經鐵路送返休斯頓。12月6日下葬，美國第41任總統將在喬治·布殊總統圖書館暨博物館，與其妻子和早年夭折的女兒長眠家鄉德州。